# Rue Houdon
La rue Houdon est une rue du 18e arrondissement. 

## Situation et accès
Située au pied de la butte Montmartre, elle relie la place Pigalle à la rue des Abbesses. Elle commence à la hauteur du 16, boulevard de Clichy et se termine à la hauteur du 7, rue des Abbesses.
Ce site est desservi par les stations de métro Pigalle et Abbesses.

## Origine du nom
Elle porte le nom du sculpteur français Jean-Antoine Houdon (1741-1828).

## Historique
Cette ancienne voie de la commune de Montmartre est originellement dénommée « petite rue Royale » du fait qu'elle prolongeait, sous l'Ancien Régime, la rue Royale, (actuelle rue Jean-Baptiste-Pigalle).
À la Révolution, elle prend le nom de « rue Nationale » puis « rue de l'Égalité ».
En 1848, elle est nommée « rue de la Réforme ».
Après l'annexion de Montmartre par la capitale elle est classée dans la voirie parisienne par décret du 23 mai 1863 et prend sa dénomination actuelle par décret du 24 août 1864.

## Bâtiments remarquables et lieux de mémoire
- No 1 : l'artiste peintre Léon François Charpentier habitait à cette adresse en 1885[5].
- No 3 : les peintres Maurice Eliot et Charles Léandre y eurent leur atelier commun en 1884.
- No 4 : Napoléon La Cécilia et Marie La Cécilia, communards, y habitent pendant la Commune de Paris[6].
- No 15 : école élémentaire. Treize enfants qui y étaient scolarisés ont été déportés pendant la Seconde Guerre mondiale. Une plaque commémorative est visible à l'extérieur. Elle dit que 700 enfants juifs du quartier ont été déportés, sur les 11 400 enfants juifs déportés de France[7].

À l’intérieur, une autre plaque précise que Madeleine, Thérèse, Rachel…, treize enfants ont été identifiés par les membres de l’association pour la mémoire des enfants juifs déportés (AMEJD) sur les registres de l’école des années 1940. Tous sont morts en déportation.
- No 18 : Auguste Renoir y occupa un grand atelier de 1883 à 1886. Le 21 mars 1885, sa compagne, Aline Charigot, y donna naissance à leur premier fils, Pierre Renoir.

## Sources
- Nomenclature des voies de Paris
- Sur les pas des écrivains. Première balade littéraire à Paris pendant le siège de 1870 et la Commune
- Rue Houdon, l’école où treize enfants ont été déportés, SNUIPP